# Harajuku Lovers Tour
L’Harajuku Lovers Tour è il primo tour solista della cantante statunitense Gwen Stefani. La tournée durò da ottobre a dicembre 2005, per supportare il suo album di debutto solista Love. Angel. Music. Baby..
Sebbene Gwen Stefani avesse precedentemente intrapreso vari tour con la sua band No Doubt, inizialmente non intendeva andare in tour per promuovere il suo album, ma cambiò idea in seguito al successo commerciale riscontrato da Love. Angel. Music. Baby..
L'Harajuku Lovers Tour visitò varie città tra Stati Uniti e Canada. Gwen Stefani scelse il gruppo hip hop The Black Eyed Peas, la rapper M.I.A. e la cantante Ciara come artisti d'apertura per i suoi concerti.
Il tour generò recensioni di vario tipo da parte della critica musicale.
Un DVD musicale, intitolato Harajuku Lovers Live, fu pubblicato nel 2006.

## Sviluppo del tour
Gwen Stefani annunciò il tour per promuovere Love. Angel. Music. Baby. il 27 giugno 2005.
Gwen Stefani inizialmente non voleva supportare il suo album tramite una tournée, rispondendo "Quale tour?" ad una domanda di MTV News nel dicembre 2004 riguardante i suoi piani futuri.
Più avanti menzionò varie volte il fatto che inizialmente non voleva questa tournée, che definì "il tour illegale" e chiese scherzosamente scusa di aver infranto la promessa durante il concerto di Saint Paul (Minnesota) il 14 novembre, mentre al concerto di Winnipeg due giorni dopo ammise "Volevo solo fare un disco, non andare in tour, ero troppo stanca, ma poi voi ragazzi avete continuato a comprare il mio disco, e sono dovuta uscire di casa e venire a trovarvi". A settembre, in una intervista ad MTV News, Gwen Stefani disse in proposito della tournée: "Non vedo l'ora che cominci, sarà incredibile. [...] Mi piacerebbe provare ad inserirci anche 'Orange County Girl'. Vedremo. Può succedere di tutto durante le prove. Per ora non so nemmeno quanto sarà lungo lo show."

## Sinossi del concerto

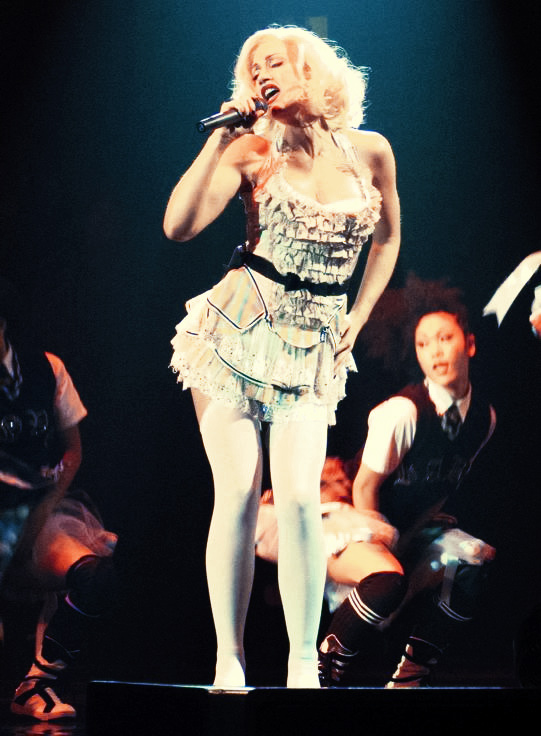
Gwen Stefani si esibisce in tour con What You Waiting For?

Gwen Stefani apriva il concerto con la canzone "Harajuku Girls", un'ode a Harajuku, il distretto all'avanguardia di Tokyo (Giappone). La cantante appariva sul palcoscenico indossando una tiara e un abitino da bambola, seduta sul trono dorato e di velluto rosso presente sulla copertina di Love. Angel. Music. Baby. e circondata dalle sue ballerine, conosciute collettivamente come Harajuku Girls, e con delle immagini di Harajuku sugli schermi alle sue spalle. La seconda canzone era il primo singolo estratto dall'album, "What You Waiting For?", che iniziava come una canzone lenta prima che il tempo accelerasse. La Stefani e le Harajuku Girls lasciavano il palco e tornavano vestite in costumi da bagno a pezzo unico mentre la band continuava a suonare, e ritornavano per interpretare "The Real Thing". Quattro breakdancer salivano sul palco mentre Gwen Stefani era dietro le quinte per un altro cambio d'abito. Ritornava in un completino di pelle bianco e nero e per la canzone successiva, il singolo "Crash", diceva al pubblico di dividersi tra uomini e donne per cantare il verso "back it up, back it up", mentre sugli schermi veniva proiettata un'automobile che ondeggiava al ritmo del beat. La Stefani quindi cantava il singolo "Luxurious".
La cantante ritornava con un paio di hot pants neri e interpretava "Rich Girl", camminava lungo la passerella in mezzo al pubblico scambiando dei “cinque”. Quindi cantava due canzoni intimistiche, "Danger Zone" e "Long Way To Go", prima di interpretare due canzoni inedite: "Wind It Up", che sarebbe diventato il primo singolo dal suo secondo album The Sweet Escape, e "Orange County Girl". "Wind It Up" veniva interpretata in una scenografia carnevalesca, mentre "Orange County Girl" era accompagnata da un video costituito da un collage di fotografie dell'infanzia di Gwen e di oggetti menzionati nella canzone. Quindi la cantante indossava un lungo abito da sera argentato coperto di brillantini e cantava la canzone "Cool".
Seguiva "Serious" e quindi "Bubble Pop Electric", durante la quale Gwen Stefani veniva trasportata su una portantina dalle Harajuku Girls. "Hollaback Girl" chiudeva il concerto, interpretata in un abito da cheerleader e cantando all'unisono con il pubblico. Durante i primi concerti, "Hollaback Girl" veniva cantata prima di “Serious”, ma in seguito si decise di dare alla canzone il posto d'onore in chiusura del concerto.

## Recensioni

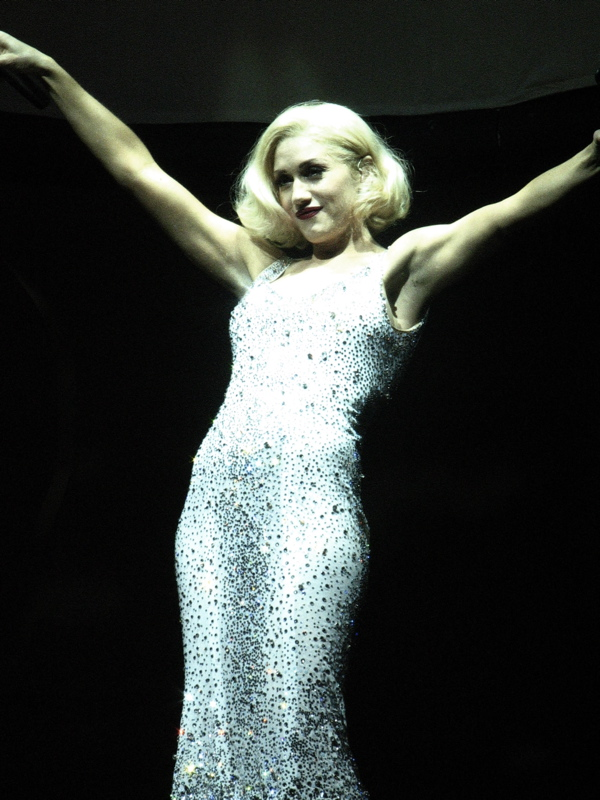
Gwen Stefani durante l'interpretazione di Cool

La critica si divise nel recensire l’Harajuku Lovers Tour. Patrick MacDonald del Seattle Times lodò il lavoro di Gwen Stefani come autrice e le parti più "frivole e spassose" dello show, ma criticò le capacità di ballo della cantante e il poco materiale di cui era costituito il concerto, dodici canzoni da Love. Angel. Music. Baby. e due da The Sweet Escape ma nessuna dal repertorio dei No Doubt. Per quanto riguarda le canzoni, MacDonald scrisse che per la metà erano "eminentemente dimenticabili".
Il Winnipeg Sun descrisse alcune delle canzoni dell'album come dei "riempitivi", ma complessivamente assegnò al concerto tre stelle e mezza su cinque. "A volte la musica non contava con tutti gli effetti visivi che la Stefani ha offerto," aggiunse il giornalista del Winnipeg Sun. "È una figura estremamente impressionante e la coreografia, i riflettori, i ballerini e i frequenti cambi d'abito hanno fatto la loro parte nello spettacolo, che ha finito per essere più stile che sostanza".
Mike Ross dell’Edmonton Sun lodò la capacità di Gwen Stefani di coinvolgere il pubblico, qualità che le valse la definizione di "effervescente padrona di casa". Nella sua recensione del concerto le assegnò quattro stelle, e ne lodò l'"ottima" musica e le "fantastiche" coreografie; "Aveva pure merito come tour-de-force coreografico - in gran parte grazie a due quartetti di talentuose geishe danzanti e di breakdancer," scrisse Ross. I vari costumi di scena della Stefani e le scenografie valsero commenti positivi. "Si poteva godersi il concerto di ieri sera come una sfilata di moda. O un video musicale, ovviamente".

"Una fantastica esibizione di break-dance è sempre un numero da applausi. Così come guardare quattro belle donne che si contorcevano vestite come studentesse giapponesi impazzite – e i grandi numeri non sono ancora finiti".

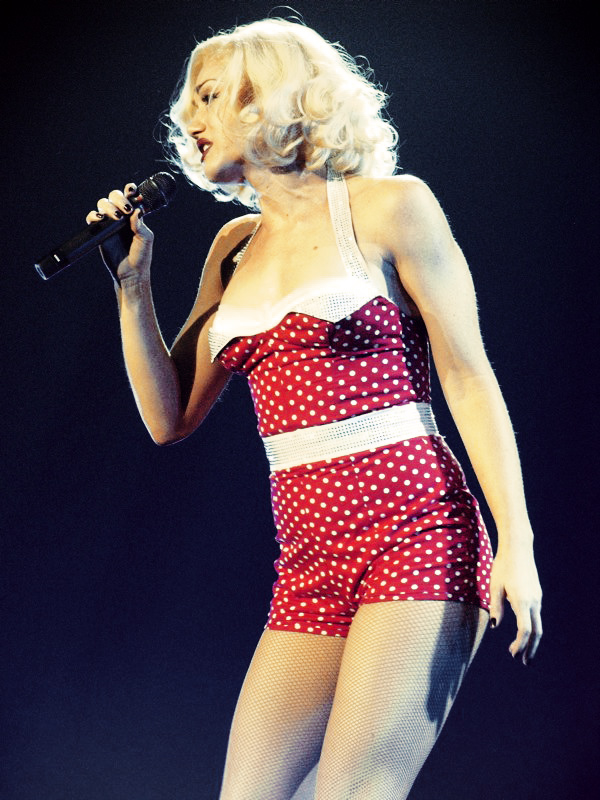
Gwen Stefani durante The Real Thing

Pur definendo Gwen Stefani la "nuova principessa del pop" e lodandone la presenza scenica, Jane Stevenson del Toronto Sun scrisse che il concerto sembrava "di certo di poca cosa sul piano musicale" e notò che, sebbene Gwen Stefani si ispirasse a Madonna, non costituisce per la Ciccone una "vera minaccia", e assegnò al concerto tre stelle e mezza su cinque.
Corey Moss di MTV paragonò lo spettacolo della Stefani a Madonna in riferimento agli "otto cambi d'abito, ballerini, scenografie, e diavolo, persino la musica stessa", che suonava completamente diversa rispetto alla musica dei No Doubt. Moss dichiarò che la Stefani era la "cosa più accattivante sul palco" con il suo "incedere sicuro e la vocalità perfetta".
Jon Pareles del New York Times ammirò il concerto per essere stravagantemente "glamour e in forma", e come Gwen Stefani "sfoggia le gratifiche del divismo". Definì la musica dall'album "un disco notevole, con tracce ritmate e curate che volteggiano dal funk al pop, dall'elettronica al rock", sebbene molte delle canzoni in scaletta fossero "superficiali", essendone le tematiche "stile", "successo", "shopping" e "sesso".
Jim Harrison di LiveDaily dichiarò che all’Harajuku Lovers Tour mancava una scaletta musicale forte, e ritenne che la presenza scenica di Gwen Stefani fosse lacunosa; dal momento che "non ha molte canzoni che si traducono bene dal vivo" nell'album Love. Angel. Music. Baby., suggerì che avrebbe dovuto aggiungere canzoni dei No Doubt per "scariche di adrenalina assai necessarie" per il pubblico, che, secondo Harrison, "metaforicamente non muoveva un muscolo e letteralmente sbadigliava alla quarta canzone in scaletta". Harrison scrisse che sul palco Gwen Stefani gli sembrava "persa senza una band", e scrisse che all'esibizione mancava energia, sembrava "tiepida" e "con il pilota automatico". Il giornalista scrisse che la sua esibizione era simile a quella di Britney Spears, il che la rendeva "del tutto inadatta sia per la selezione delle canzoni che per il suo stile". Definì tuttavia "fantastica" la versione dal vivo di "Hollaback Girl", descrivendo Gwen come "più Gwen che mai".

## Registrazioni e filmati

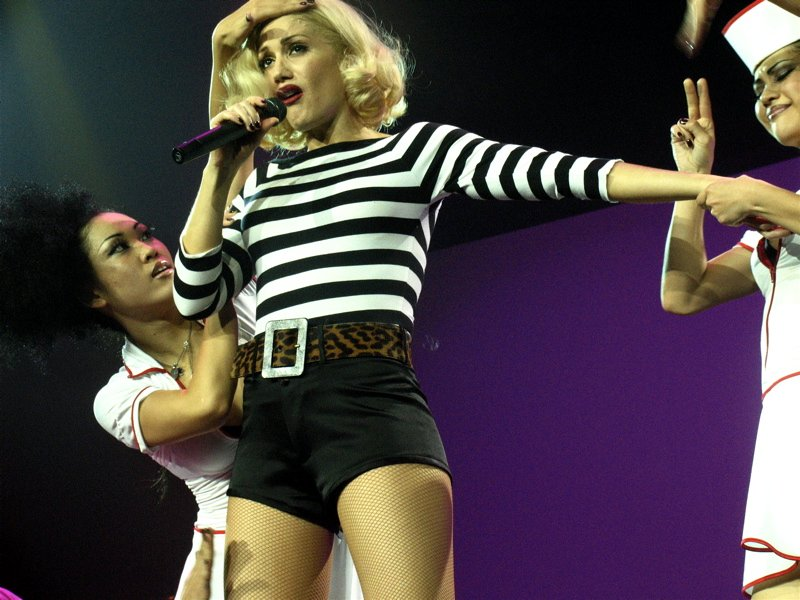
Gwen Stefani interpreta Serious ad Atlanta

Il concerto di Gwen Stefani alla fine del novembre 2005 ad Anaheim (California), la sua città natale, fu filmato e pubblicato in DVD con il titolo Harajuku Lovers Live. Il DVD fu pubblicato il 5 dicembre 2006, lo stesso giorno del secondo album di Gwen Stefani, The Sweet Escape. Le riprese per il DVD sono state effettuate da Sophie Muller.
Oltre alle canzoni da Love. Angel. Music. Baby. e due nuove canzoni da The Sweet Escape, il filmato contiene interviste con i ballerini e i musicisti e scene dai dietro-le-quinte.
Il DVD fu certificato disco d'oro in Australia e disco di platino in Canada.

## Artisti di apertura
- The Black Eyed Peas (16 ottobre- 14 novembre)[19]
- M.I.A. (16 novembre – 1º dicembre)[19][20]
- Ciara (3 dicembre – 21 dicembre)[19][21]

## Scaletta del concerto
1. Harajuku Girls
2. What You Waiting For?
3. The Real Thing
4. Crash
5. Luxurious
6. Rich Girl
7. Danger Zone
8. Long Way to Go
9. Wind It Up
10. Orange County Girl
11. Cool
12. Serious
13. Bubble Pop Electric
14. Hollaback Girl

## Date del Tour
| Data             | Città          | Paese        | Luogo di esibizione           |
| Nord America     | Nord America   | Nord America | Nord America                  |
| ---------------- | -------------- | ------------ | ----------------------------- |
| 16 ottobre 2005  | Phoenix        | Stati Uniti  | America West Arena            |
| 18 ottobre 2005  | San Jose       | Stati Uniti  | HP Pavilion at San Jose       |
| 20 ottobre 2005  | San Diego      | Stati Uniti  | Cox Arena at Aztec Bowl       |
| 21 ottobre 2005  | Los Angeles    | Stati Uniti  | Hollywood Bowl                |
| 23 ottobre 2005  | Sacramento     | Stati Uniti  | ARCO Arena                    |
| 25 ottobre 2005  | Salt Lake City | Stati Uniti  | E Center                      |
| 26 ottobre 2005  | Denver         | Stati Uniti  | Magness Arena                 |
| 28 ottobre 2005  | Chicago        | Stati Uniti  | Allstate Arena                |
| 29 ottobre 2005  | Detroit        | Stati Uniti  | The Palace of Auburn Hills    |
| 31 ottobre 2005  | Boston         | Stati Uniti  | TD Banknorth Garden           |
| 1º novembre 2005 | New York       | Stati Uniti  | Madison Square Garden         |
| 3 novembre 2005  | Atlantic City  | Stati Uniti  | Borgata Events Center         |
| 5 novembre 2005  | Washington     | Stati Uniti  | Patriot Center                |
| 6 novembre 2005  | Filadelfia     | Stati Uniti  | Wachovia Center               |
| 8 novembre 2005  | Atlanta        | Stati Uniti  | Arena at Gwinnett Center      |
| 10 novembre 2005 | Houston        | Stati Uniti  | Toyota Center                 |
| 11 novembre 2005 | Dallas         | Stati Uniti  | Reunion Arena                 |
| 13 novembre 2005 | Milwaukee      | Stati Uniti  | Bradley Center                |
| 14 novembre 2005 | Saint Paul     | Stati Uniti  | Xcel Energy Center            |
| 16 novembre 2005 | Winnipeg       | Canada       | MTS Centre                    |
| 18 novembre 2005 | Edmonton       | Canada       | Rexall Place                  |
| 20 novembre 2005 | Vancouver      | Canada       | GM Place                      |
| 21 novembre 2005 | Seattle        | Stati Uniti  | KeyArena                      |
| 23 novembre 2005 | Portland       | Stati Uniti  | Memorial Coliseum             |
| 25 novembre 2005 | Fresno         | Stati Uniti  | Save Mart Center              |
| 26 novembre 2005 | Anaheim        | Stati Uniti  | Honda Center                  |
| 28 novembre 2005 | Anaheim        | Stati Uniti  | Honda Center                  |
| 29 novembre 2005 | Bakersfield    | Stati Uniti  | Rabobank Arena                |
| 1º dicembre 2005 | Oakland        | Stati Uniti  | Oracle Arena                  |
| 3 dicembre 2005  | Las Vegas      | Stati Uniti  | Aladdin Hotel & Casino        |
| 4 dicembre 2005  | San Diego      | Stati Uniti  | Cox Arena at Aztec Bowl       |
| 8 dicembre 2005  | Cleveland      | Stati Uniti  | Wolstein Center               |
| 9 dicembre 2005  | Toronto        | Canada       | Air Canada Centre             |
| 11 dicembre 2005 | Montréal       | Canada       | Bell Centre                   |
| 12 dicembre 2005 | Uncasville     | Stati Uniti  | Mohegan Sun Arena             |
| 14 dicembre 2005 | Verona         | Stati Uniti  | Turning Stone Resort & Casino |
| 15 dicembre 2005 | New York       | Stati Uniti  | Madison Square Garden         |
| 17 dicembre 2005 | Columbus       | Stati Uniti  | Jerome Schottenstein Center   |
| 18 dicembre 2005 | Nashville      | Stati Uniti  | Gaylord Entertainment Center  |
| 20 dicembre 2005 | Orlando        | Stati Uniti  | TD Waterhouse Centre          |
| 21 dicembre 2005 | Ft. Lauderdale | Stati Uniti  | BankAtlantic Center           |